# Hiroshi Futami
Hiroshi Futami (jap. 二見 宏志; * 20. März 1992 in Nara, Präfektur Nara) ist ein ehemaliger japanischer Fußballspieler.

## Karriere
Hiroshi Futami erlernte das Fußballspielen in der Universitätsmannschaft der Hannan-Universität. Von August 2013 bis Januar 2014 wurde er von der Hannan University an Vegalta Sendai ausgeliehen. Nach Ende der Ausleihe wurde er von Sendai fest verpflichtet. Der Verein aus Sendai, einer Großstadt in der Präfektur Miyagi, spielte in der höchsten japanischen Liga, der J1 League. Für Sendai absolvierte er bis Mitte 2016 zwanzig Erstligaspiele. Im Juli 2016 wechselte er zum Zweitligisten Shimizu S-Pulse. Mit Shimizu wurde er am Ende der Saison Vizemeister der zweiten Liga und stieg in die erste Liga auf. Nach insgesamt 58 Ligaspielen wechselte er im Januar 2020 zum Zweitligisten V-Varen Nagasaki. Hier stand er drei Spielzeiten unter Vertrag und bestritt 96 Zweitligaspiele. Zu Beginn der Saison 2023 nahm ihn der Drittligist FC Imabari unter Vertrag. Am Ende der Saison 2024 wurde er mit Imabari Vizemeister der dritten Liga und stieg somit in die zweite Liga auf. Nach dem Aufstieg beendete er im Januar 2025 seine Karriere als Fußballspieler.

## Erfolge
Shimizu S-Pulse
- Japanischer Zweitligavizemeister: 2016  ▲

FC Imabari
- Japanischer Drittligavizemeister: 2024  ▲